# NGC 4650
NGC 4650 (другие обозначения — ESO 322-67, MCG −7-26-38, AM 1241—402, DCL 169, IRAS12415-4027, PGC 42891) — спиральная галактика с перемычкой в созвездии Центавр.
Этот объект входит в число перечисленных в оригинальной редакции «Нового общего каталога».
При наблюдениях на телескопе Планк у галактики был выявлен аномально большой диаметр на длине волны 350 мкм. Это говорит о наличии аномально большого количества холодных пыли и газа.
В галактике вспыхнула сверхновая SN 1990I. Её пиковая видимая звёздная величина составила 16.